# Арабське завоювання Ірану

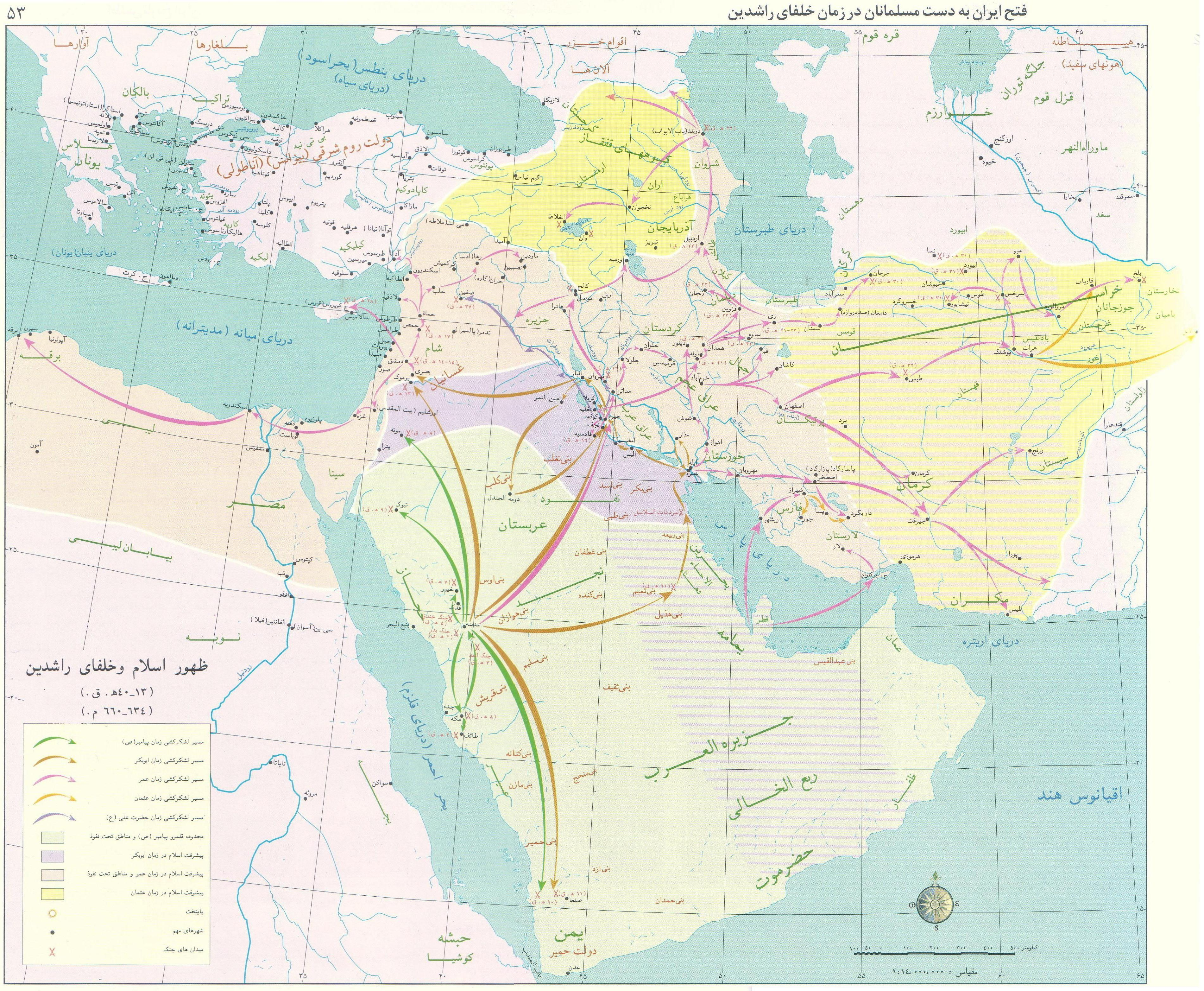
Арабське завоювання Ірану

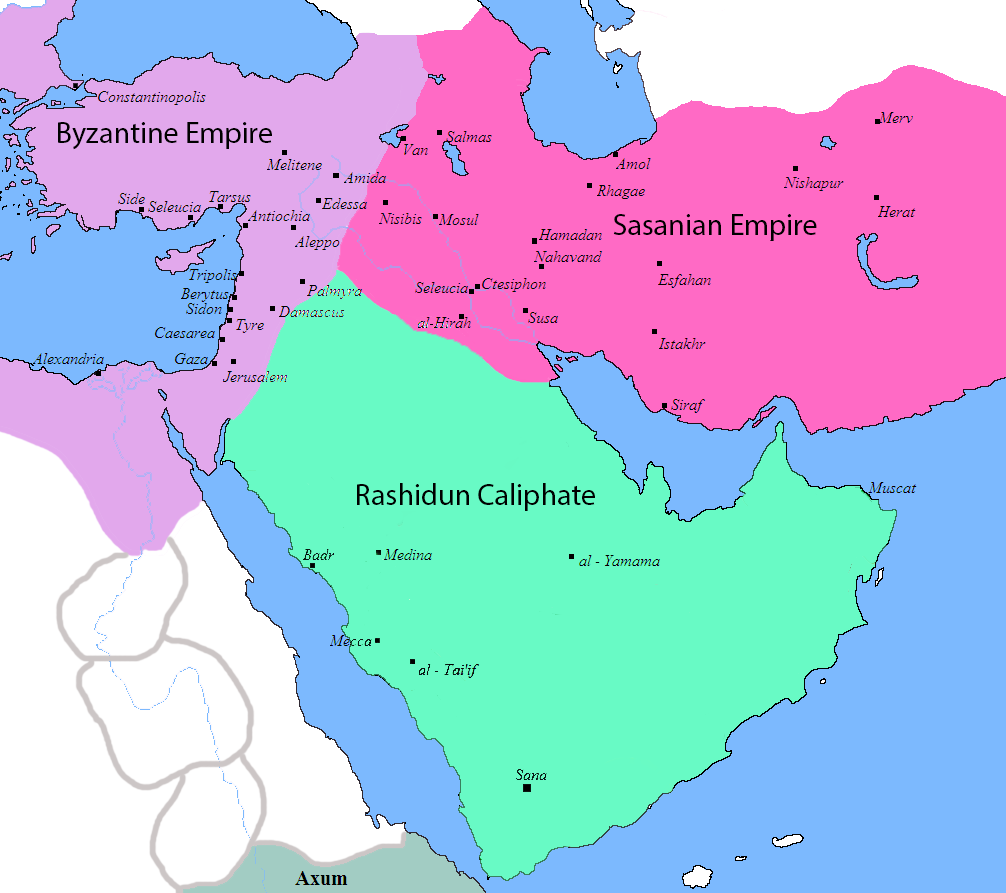

Арабське завоювання Сасанідського Ірану відбувалося в середині VII століття та поклало край існуванню держави Сасанідів в 644, а також призвело до занепаду зороастризму в Ірані, хоча остаточно династія Сасанідів впала в 651, коли останній спадкоємець її престолу був зрадницьки убитий. Це завоювання також призвело до суттєвого зменшення впливу на території так званого Великого Ірану зороастрійської релігії й її майже повного зникнення згодом.
Існує достовірна історія, що в 628 пророк Мухаммед відправив візантійському імператору Іраклію I, іранському шаху Хосрову II Парвізу й іншим правителям сусідніх держав листи із закликом прийняти іслам. Реакція візантійського імператора невідома, Хосров же прийшов у лють від неналежного звернення до нього («В ім'я Аллаха, Милостивого, Милосердного. Від Посланника Аллаха Мухаммеда — Хосрову, царю персів…») і розірвав лист. Коли пророк дізнався про це, він сказав, що Аллах розірве царство Хосрова так само, як Хосров розірвав цей лист.
Мусульмани вперше з'явилися на сасанідських теренах у 633, коли під керівництвом великого полководця Халіда ібн аль-Валіда вторглися в Межиріччя, що разом з колишньою Вавилонією було «яблуком розбрату» між Римською імперією та Сасанідським Іраном в епоху Римо-перських воєн.
Перший удар мусульман в 633 іранці не змогли відбити та зазнали ряду поразок в Битві зчеплених, битві на річці й інших битвах почасти тому, що були ослаблені війнами з Візантією. Проте Імперія Сасанідів все ще залишалася величезною державою, яка володіла землями від Малої Азії до Індії.
Друге вторгнення почалося в 636 під керівництвом Саада ібн Абу Ваккаса, війська якого завдали іранцям поразки в «ключовий» для кампанії битві при Кадисії, що стала однією з найзначніших подій в історії Сходу та фактично була для регіону початком переходу від Античності до Раннього Середньовіччя.
Перемога мусульман в битві при Кадисії призвела до створення нового арабо-іранського кордону — в районі хребта Загрос.
Іранці примирилися з новим статус-кво в регіоні та кілька разів намагалися повернути завойоване мусульманами Межиріччя; саме тому халіф Умар ібн Хаттаб почав в 642 широкомасштабний наступ з метою повного завоювання Сасанідського Ірану. У 642 відбулася вирішальна Битва при Нехавенді, в якій іранська армія була розгромлена.
Завоювання Сасанідського Ірану було фактично завершено в 652 з загибеллю останнього шаха Єздігерда III. Настільки швидке завоювання Ірану стало результатом поразки в ірано-візантійській війні в 628, яку деякі історики називають «світовою війною VII століття», настільки сильно вона вплинула фінансово й економічно майже на всі держави та території Середземномор'я та Близького Сходу.
Однак деякі іранські історики, посилаючись на арабські джерела, малюють іншу картину завоювання Ірану — із запеклим опором місцевого населення арабам. Незважаючи на те, що до другої половини VII століття іслам став господарюючою релігією в Ірані (хоча зороастризм ніколи не був знищений повністю), більшість населення регіону продовжували складати корінні народи, що ставилися до арабської культури з презирством.
Наслідком арабського завоювання Ірану є подальше поширення ісламу на Схід: саме звідти він поширився на території Волзької Булгарії, уйгурів, а потім і деяких країн Південно-Східної Азії.
Деякі південні області колишньої Сасанідської держави надавали арабським завойовникам найзавзятіший опір і були протягом ще довгого часу після 644 фактично незалежними від центральної влади.